# Pseudothemis jorina
Pseudothemis jorina är en trollsländeart som beskrevs av W. Foerster 1904. Pseudothemis jorina ingår i släktet Pseudothemis och familjen segeltrollsländor. IUCN kategoriserar arten globalt som livskraftig. Inga underarter finns listade i Catalogue of Life.